# فهرست فرمانروایان موناکو
این مقاله، فهرستی از فرمانروایان موناکو را که اغلب از خاندان گریمالدی هستند را نشان می‌دهد.

## فرمانروایانموناکو
| نام                                                                          | زندگی        | زندگی        | پرتره | دوران           | دوران           | خویشاوندی |
| نام                                                                          | تولد         | درگذشت       | پرتره | از              | تا              | خویشاوندی |
| ---------------------------------------------------------------------------- | ------------ | ------------ | ----- | --------------- | --------------- | --- |
| فرانچسکو گریمالدی                                                            | ...          | ۱۳۰۹         |       | ۸ ژانویه ۱۲۹۷   | ۱۰ آوریل ۱۳۰۱   | رئیس گروه گوئلف‌های جنوایی که صخره موناکو را فتح کرد.                                                                                                   |
| رینیه یکم، لرد کاگنس                                                         | ۱۲۶۷         | ۱۳۱۴         |       | ۸ ژانویه ۱۲۹۷   | ۱۰ آوریل ۱۳۰۱   | پسرعموی فرانچسکو، نخستین حاکم موناکو، پسر لافرانکو گریمالدی                                                                                            |
| موناکو تحت کنترل نیروهای جنوایی-گیبلیایی از ۱۰ آوریل ۱۳۰۱ تا ۱۲ سپتامبر ۱۳۳۱ |              |              |       |                 |                 | |
| لردهای موناکو                                                                |              |              |       |                 |                 | |
| چارلز یکم                                                                    | ...          | ۱۳۵۷         |       | ۱۲ سپتامبر ۱۳۳۱ | اوت ۱۳۵۸        | پسر رینیه یکم |
| رینیه دوم                                                                    | ۱۳۵۰         | ۱۴۰۷         |       | ۲۹ ژوئن ۱۳۵۲    | ۱۵ اوت ۱۳۵۷     | پسر چارلز یکم |
| موناکو تحت کنترل نیروهای جنوایی-گیبلیایی از ۱۵ اوت ۱۳۵۷ تا ژانویه ۱۳۹۵       |              |              |       |                 |                 | |
| لوئیز                                                                        | ...          | ۱۴۰۲         |       | ژانویه ۱۳۹۵     | ۱۹ دسامبر ۱۳۹۵  | پسر چارلز یکم |
| ژان یکم                                                                      | ۱۳۸۲         | ۱۴۵۴         |       | ژانویه ۱۳۹۵     | ۱۹ دسامبر ۱۳۹۵  | پسر رینیه دوم |
| موناکو تحت کنترل نیروهای جنوایی از ۱۹ دسامبر ۱۳۹۵ تا ۱۱ مه ۱۳۹۷              |              |              |       |                 |                 | |
| لوئیز                                                                        | ...          | ۱۴۰۲         |       | ۱۱ مه ۱۳۹۷      | ۵ نوامبر ۱۴۰۲   | پسر چارلز یکم |
| موناکو تحت کنترل نیروهای جنوایی از ۵ نوامبر ۱۴۰۲ تا ۵ ژوئن ۱۴۱۹              |              |              |       |                 |                 | |
| ژان یکم                                                                      | ۱۳۸۲         | ۱۴۵۴         |       | ۵ ژوئن ۱۴۱۹     | ۸ مه ۱۴۵۴       | پسر رینیه دوم |
| آمبرویز                                                                      | ...          | ۱۴۳۳         |       | ۵ ژوئن ۱۴۱۹     | ۱۴۲۷            | پسر رینیه دوم |
| آنتونی                                                                       | ...          | ۱۴۲۷         |       | ۵ ژوئن ۱۴۱۹     | ۱۴۲۷            | پسر رینیه دوم |
| کاتالان                                                                      | ...          | ۱۴۵۷         |       | ۸ مه ۱۴۵۴       | ژوئیه ۱۴۵۷      | پسر ژان یکم |
| کلودین                                                                       | ۱۴۵۱         | ۱۵۱۵         |       | ژوئیه ۱۴۵۷      | ۱۶ مارس ۱۴۵۸    | دختر کاتالان |
| لامبرتو                                                                      | ۱۴۲۰         | ۱۴۹۴         |       | ۱۶ مارس ۱۴۵۸    | مارس ۱۴۹۴       | نوه ژان یکم |
| ژان دوم                                                                      | ۱۴۶۸         | ۱۵۰۵         |       | مارس ۱۴۹۴       | ۱۱ اکتبر ۱۵۰۵   | پسر لامبرتو و کلودین |
| لوسین                                                                        | ۱۴۸۷         | ۱۵۲۳         |       | ۱۱ اکتبر ۱۵۰۵   | ۲۲ اکتبر ۱۵۲۳   | پسر لامبرتو و کلودین |
| انوره یکم                                                                    | ۱۵۲۲         | ۱۵۸۱         |       | ۲۲ اوت ۱۵۲۳     | ۷ اکتبر ۱۵۸۱    | پسر لوسین |
| چارلز دوم                                                                    | ۱۵۵۵         | ۱۵۸۹         |       | ۷ اکتبر ۱۵۸۱    | ۱۷ مه ۱۵۸۹      | پسر انوره یکم |
| هرکول                                                                        | ۱۵۶۲         | ۱۶۰۴         |       | ۱۷ مه ۱۵۸۹      | ۲۹ نوامبر ۱۶۰۴  | پسر انوره یکم |
| انوره دوم                                                                    | ۱۵۹۷         | ۱۶۶۲         |       | ۲۹ نوامبر ۱۶۰۴  | ۱۰ ژانویه ۱۶۶۲  | پسر هرکول |
| شاهزادگان حاکم موناکو                                                        |              |              |       |                 |                 | |
| لوئی یکم                                                                     | ۱۶۴۲         | ۱۷۰۱         |       | ۱۰ ژانویه ۱۶۶۲  | ۲ ژانویه ۱۷۰۱   | نوه انوره سوم |
| آنتونیو یکم                                                                  | ۱۶۶۱         | ۱۷۳۱         |       | ۲ ژانویه ۱۷۰۱   | ۲۰ فوریه ۱۷۳۱   | پسر لوئی یکم |
| لوئی هیپولیت                                                                 | ۱۶۹۷         | ۱۷۳۱         |       | ۲۱ فوریه ۱۷۳۱   | ۲۹ دسامبر ۱۷۳۱  | دختر آنتونیو یکم |
| ژاک یکم                                                                      | ۱۶۸۹         | ۱۷۵۱         |       | ۲۹ دسامبر ۱۷۳۱  | ۷ نوامبر ۱۷۳۳   | شوهر لوئی هیپولیت |
| انوره سوم                                                                    | ۱۷۲۰         | ۱۷۹۵         |       | ۷ نوامبر ۱۷۳۳   | ۱۹ ژانویه ۱۷۹۳  | پسر ژاک یکم و لوئی هیپولیت |
| اشغال فرانسه (۱۹ ژانویه ۱۷۹۳ تا ۱۷ مه ۱۸۱۴)                                  |              |              |       |                 |                 | |
| قرارداد ملی                                                                  | قرارداد ملی  | قرارداد ملی  |       | ۱۹ ژانویه ۱۷۹۳  | ۲۴ فوریه ۱۷۹۳   | رئیس‌جمهور: ژوزف باریرا |
| ضمیمه فرانسه                                                                 | ضمیمه فرانسه | ضمیمه فرانسه |       | ۲۴ فوریه ۱۷۹۳   | ۱۷ مه ۱۸۱۴      | اداره‌شده توسط: - آرماند لوئیز د گونتاوت (۲۴ فوریه ۱۷۹۳ تا ۱ مارس ۱۷۹۳) - هنری گرگوریه (بعد از ۱ مارس ۱۷۹۳) - گرگوریه ماریه ژاگوت (مأمور عالی‌رتبه دولت) |
| اشغال متفقین (۱۷ مه تا ۱۷ ژوئن ۱۸۱۴)                                         |              |              |       |                 |                 | |
| انوره چهارم                                                                  | ۱۷۵۸         | ۱۸۱۹         |       | ۳۰ مه ۱۸۱۴      | ۱۶ فوریه ۱۸۱۹   | پسر انوره سوم |
| انوره پنجم                                                                   | ۱۷۷۸         | ۱۸۴۱         |       | ۱۶ فوریه ۱۸۱۹   | ۲ اکتبر ۱۸۴۱    | پسر انوره چهارم |
| فلورستان یکم                                                                 | ۱۷۸۵         | ۱۸۵۶         |       | ۲ اکتبر ۱۸۴۱    | ۲۰ ژوئن ۱۸۵۶    | پسر انوره چهارم |
| چارلز سوم                                                                    | ۱۸۱۸         | ۱۸۸۹         |       | ۲۰ ژوئن ۱۸۵۶    | ۱۰ سپتامبر ۱۸۸۹ | پسر فلورستان یکم |
| آلبرت یکم                                                                    | ۱۸۴۸         | ۱۹۲۲         |       | ۱۰ سپتامبر ۱۸۸۹ | ۲۶ ژوئن ۱۹۲۲    | پسر چارلز سوم |
| لوئی دوم                                                                     | ۱۸۷۰         | ۱۹۴۹         |       | ۲۶ ژوئن ۱۹۲۲    | ۹ مه ۱۹۴۹       | پسر البرت یکم |
| رینیه سوم                                                                    | ۱۹۲۳         | ۲۰۰۵         |       | ۹ مه ۱۹۴۹       | ۶ آوریل ۲۰۰۵    | نوه دختری لوئی دوم |
| آلبرت دوم                                                                    | ۱۹۵۸         | هم‌اکنون      |       | ۶ آوریل ۲۰۰۵    | هم‌اکنون         | پسر رینیه سوم |